# Núi Nưa

Bản đồ địa hình núi Nưa.

Núi Nưa, còn gọi là Núi Na, là dãy núi thuộc ba huyện: huyện Triệu Sơn (ở phía đông bắc, trên địa phận các xã Vân Sơn, Thái Hòa, thị trấn Nưa), huyện Nông Cống (ở phía đông nam, trên địa phận các xã Tân Thọ, Tân Khang, Trung Thành, Tế Thắng, Tế Lợi), và huyện Như Thanh (ở phía tây, trên địa phận các xã Xuân Du (tây bắc), Phượng Nghi, Mậu Lâm, Phú Nhuận (tây nam)) của tỉnh Thanh Hóa, Việt Nam.

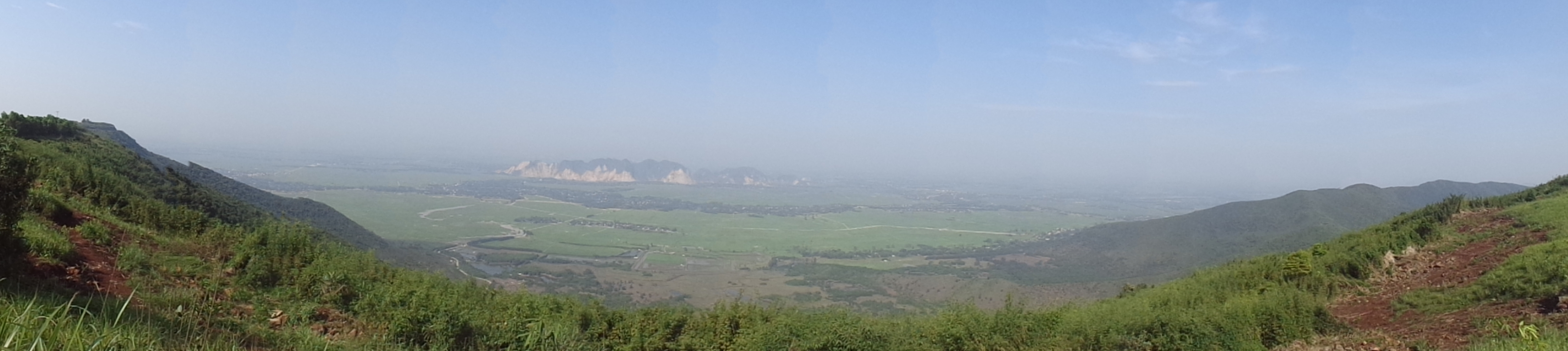
Quang cảnh chân núi Nưa phía thị trấn Nưa, huyện Triệu Sơn và xã Tân Khang, huyện Nông Cống.

Thành phần địa chất của núi Nưa chủ yếu là đá mắc ma biến chất (còn gọi là siêu mafic loại gabbro-diabaz) thuộc đới ophiolit Sông Mã, có tuổi khoảng 470 triệu năm.
Đây là một dãy núi độc lập có các ngọn núi cao khoảng 300 đến trên 500 m (585 m), được cho là bắt nguồn từ dải Trường Sơn chạy theo hướng Tây Bắc - Đông Nam và thấp dần về phía đông nam. Trong Lịch triều hiến chương loại chí Phan Huy Chú viết: "Phủ Tĩnh Gia ở phía tây Thanh Hoa. Huyện Nông Cống ở miền thượng du, đất liền với huyện Đông Sơn, phía tây có nhiều ngọn núi chồng chập vòng quanh, một chi nhánh núi Na Sơn chót vót đứng thẳng, trong dãy núi này có nhiều ngọn kỳ lạ, động đẹp..."
Đất đai trên núi phì nhiêu, màu mỡ, cây cối tốt tươi, đặc biệt trong rừng có cây nứa mọc khắp nơi. Vì vậy, nhân dân địa phương quen gọi là núi Nứa. Núi Nưa là nơi có thắng cảnh đẹp nên những năm gần đây ban quản lý di tích, chính quyền thị trấn Nưa đã đầu tư tôn tạo, chỉnh trang các di tích, làm đường giao thông, tạo điều kiện thuận lợi cho du khách thập phương đến tham quan và thực hiện tín ngưỡng.

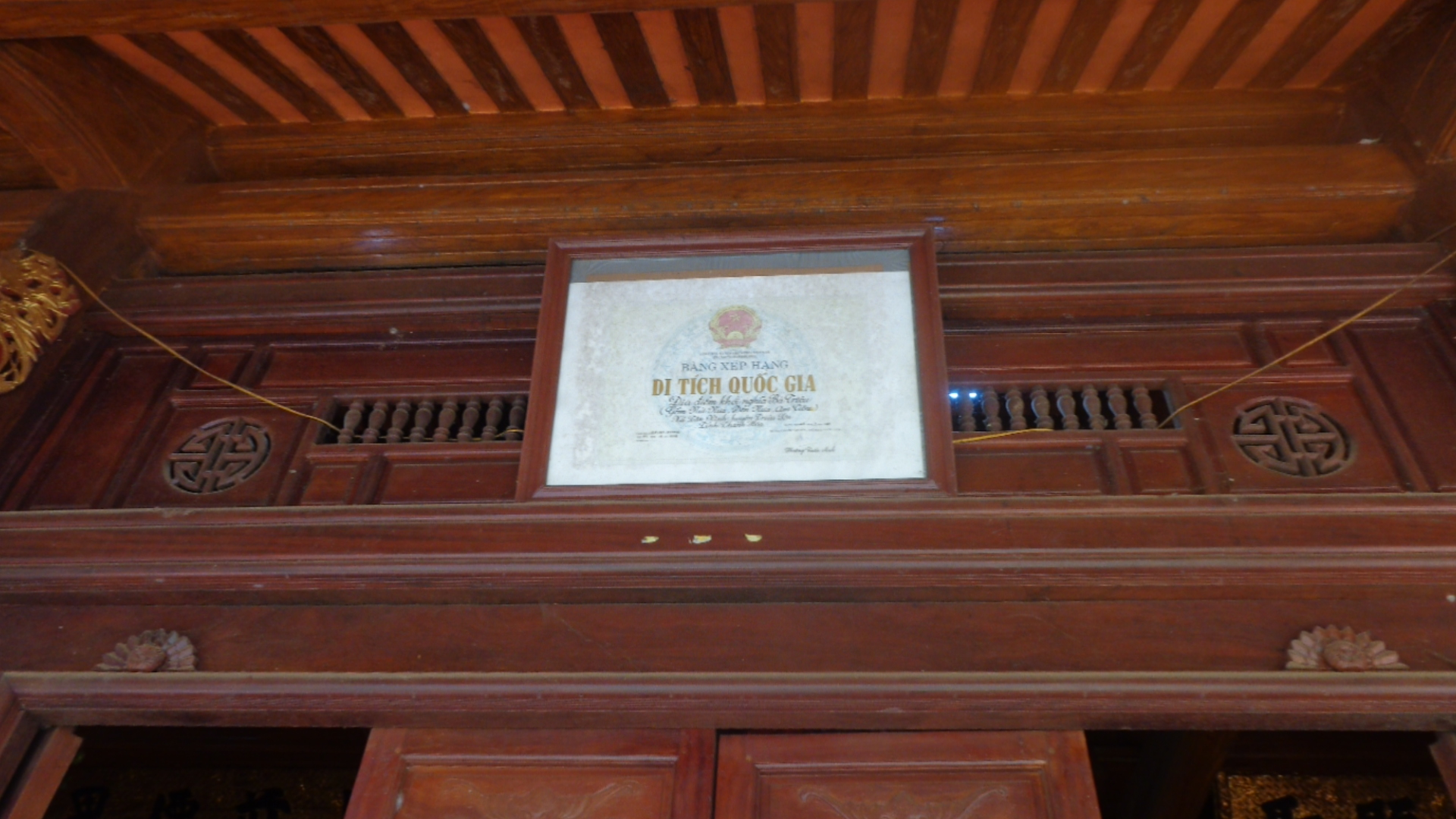
Bằng công nhận di tích lịch sử cấp Quốc gia cho di tích căn cứ kháng chiến chống Đông Ngô của Bà Triệu trên đỉnh núi Nưa thuộc địa phận thị trấn Nưa, huyện Triệu Sơn.

Theo truyền thuyết, núi Nưa là nơi bà Triệu tập trận khi xưa. Bà đã cùng với nghĩa quân lên đỉnh núi Nưa mài gươm, luyện võ, khi khởi nghĩa chống lại quân Ngô. Đây cũng là bối cảnh trong Câu chuyện đối đáp của người tiều phu ở núi Na thuộc Truyền kỳ mạn lục của Nguyễn Dữ.